# Land and Freedom
Land and Freedom ist ein Spielfilm von Ken Loach aus dem Jahre 1995. Der Film ist deutlich an den Kriegsbericht Mein Katalonien von George Orwell angelehnt.

## Handlung
Liverpool 1994: Eine junge Frau findet ihren Großvater David bewusstlos auf dem Sofa liegend, auf dem Weg ins Krankenhaus stirbt er. Nach seinem Tod findet sie auf dem Schrank einen alten Koffer mit Briefen, Zeitungsausschnitten, Fotografien und ein mit Erde gefülltes rotes Halstuch. Sie beginnt, das ihr unbekannte Leben ihres Großvaters zu rekonstruieren:
Im Jahre 1936 entschließt sich der junge Erwerbslose David Carr, ein englischer Kommunist, nach Spanien in den Kampf gegen das Franco-Regime zu ziehen. Weil er die Grenze nach Spanien in Katalonien überquert hat, lernt er in einem Eisenbahnwagen durch Zufall Angehörige der POUM-Miliz kennen. So landet er in Barcelona in dem Ausbildungslager der POUM und kommt danach zu einer Kompanie unter Führung von Lawrence an die Aragon-Front. In dieser Kompanie kämpfen Frauen, wie die enthusiastische Maite, und Männer gleichberechtigt. Es sind viele ausländische Freiwillige unter den Kämpfern, wie der Franzose Bernard und der Ire Coogan, der mit der spanischen Kämpferin Blanca ein Liebesverhältnis hat. Der gemeinsame Antifaschismus eint die Kämpfer, so dass die Stimmung kooperativ, freundschaftlich ist. Wichtige Fragen des Kampfes werden ausdiskutiert und per Abstimmung entschieden. Es gibt keine Salutieren, auch Offiziere werden gewählt. Jedoch in dem Frontabschnitt passiert wenig. Es ist Stellungskrieg. Man liegt den Franco-Truppen gegenüber und belauert sich. Läuse, Langeweile und die schlechte Ausrüstung sind die vorherrschenden Probleme.
Bei der Befreiung eines Dorfes von Franco-Einheiten hat auch diese Gruppe zahlreiche Opfer. So wird der draufgängerische Coogan von einem katholischen Priester erschossen, als er David um eine Patrone bittet. David zögerte, sie ihm zu geben, weil der nicht auf Franco-Soldaten schießen sollte, die zwei Frauen als Schutzschilde vor der Kirche benutzten. Er tröstet Blanca und verschweigt nicht, dass er sich mitverantwortlich für Coogans Tod fühlt. Es entwickelt sich langsam ein Liebesverhältnis zwischen beiden. Die befreiten Bauern diskutieren in dem Dorf, wie sie die Zukunft gestalten wollen: Aufteilung der Flächen des geflohenen Grundbesitzers oder Kollektivierung, gemeinsames Arbeiten in einer Genossenschaft. Sie entscheiden sich per Abstimmung für letzteres.
Immer mehr werden die POUM-Milizionäre unter Druck gesetzt. Sie sollen sich in die reguläre kommunistische, von Stalinisten beherrschte Armee eingliedern. Diese ist besser ausgerüstet, weil sie von der Sowjetunion unter Stalin ausgerüstet wird. Aber sie verweigern dies per Abstimmung. David wird Opfer dieser schlechten Ausrüstung. Bei einer Schießunterweisung explodiert sein Gewehr. Er wird schwer am Oberarm verletzt und muss ins Lazarett nach Barcelona.
Blanca verabredet sich dort mit ihm nach seiner Genesung. Nach einer gemeinsamen Liebesnacht, die den Krieg vergessen macht, bemerkt Blanca, weil sie seinen neuen Uniformrock findet, dass David sich der kommunistischen Armee, der Internationalen Brigade, angeschlossen hat. Sie verlässt ihn entrüstet und enttäuscht. David kann ihr nicht erklären, dass er wegen der besseren Ausrüstung eine größere Schlagkraft dieser Armee erwartet.
Doch David kommt nicht an die Front in den Kampf gegen Franco, sondern wird in Barcelona plötzlich in den Straßenkampf gegen anarchistischen Milizen, auch der POUM, gesteckt  (siehe Spanischer Bürgerkrieg – 1937). Er hört von kommunistischer Repression, von Mord und Folter gegen Anarchisten. Er versteht die Welt nicht mehr. Anstatt gegen Franco zu kämpfen, bekämpfen sich die Antifaschisten selbst. Auch der Brite, der ihm auf dem von der POUM besetzten Balkon gegenüber liegt, versteht nicht, warum er hier ist.
David kehrt zu seiner POUM-Einheit an die Aragon-Front zurück. Inzwischen dürfen die Frauen nicht mehr kämpfen. Sie kochen und sind Krankenpflegerinnen, so auch Blanca. Der Gruppe wird ein Angriff befohlen, den sie ausführen. Doch sie können die eroberte Stellung nicht halten. Sie bitten um Verstärkung. Die kommt nicht. Die Erlaubnis zum Rückzug wird sehr spät erklärt, so dass der Gruppe das Ausbluten droht. Am nächsten Tag kommen neue Militär-LKWs mit bestausgerüsteten Soldaten. Doch die sollen nicht die POUM-Milizeinheit unterstützen, sondern gewaltsam entwaffnen. Einige Milizionäre wollen ihre Waffen nicht abgeben. Bei den Wirren wird Blanca von Soldaten der kommunistischen Einheit erschossen. David bringt Blanca zur Bestattung in deren Heimatdorf, nimmt spanische Erde in ihrem Halstuch mit, zerreißt seinen Parteiausweis der Kommunistischen Partei Großbritanniens und kehrt nach Hause zurück.
Der Film schließt mit der Beerdigung von David Carr 1994. Die Enkelin schüttet die spanische Erde auf seinen Sarg. Sie zitiert Verse aus dem Gedicht von William Morris „Es kommt der Tag“:
"...Kommt eint Euch zum einzigen Kampfe, wo keiner unterliegt,

Denn, wenn viele auch fallen und sterben, dennoch die Sache siegt. ..."
Dabei hebt sie, und einige Umstehende folgen ihr, die Faust zum Gruß, um David Carr zu ehren.

## Kritiken
- Lexikon des internationalen Films: Ein im dokumentarischen Stil inszeniertes, von überzeugenden Darstellern getragenes Plädoyer für Demokratie und Freiheit, das die Utopie von einer gerechteren Welt beschwört.[2]

## Auszeichnungen
Der Film lief im Wettbewerb der Internationalen Filmfestspiele von Cannes 1995 und wurde mit dem FIPRESCI-Preis und dem Preis der Ökumenischen Jury ausgezeichnet. Im gleichen Jahr wurde er mit dem Europäischen Filmpreis als bester Film des Jahres ausgezeichnet. 1996 erhielt er in Frankreich den César in der Kategorie Bester ausländischer Film sowie gemeinsam mit Der Blick des Odysseus die Auszeichnung des Syndicat Français de la Critique de Cinéma als bester ausländischer Film. Rosana Pastor erhielt 1996 den Goya als beste Schauspielerin.